# مذكرات الموتى (فلم)
مذكرات الموتي (بالإنجليزية: Diary of the Dead) هو فيلم رعب تم إنتاجه في الولايات المتحدة وصدر سنة 2007 بطولة ميشيل مورغان وشون روبرتس.

## القصة
مجموعة من الطلاب يحاولون إنتاج فيلم منخفض التكاليف عن الموتى الأحياء، ويحاولون قدر الإمكان أن يجعلوا الفيلم واقعيا إلى أقصى حد ممكن، ولكن المفاجأة أن الأمر ينتهي بهم إلى تصوير مشاهد حقيقية بالفعل للموتى الأحياء، وانهيار المجتمع على أيديهم بالفعل.

## الميزانية والإيرادات
كلف الفيلم مليوني دولار وحقق أرباح تقدر بـ 5.3 مليون دولار.

## وصلات خارجية
- مقالات تستعمل روابط فنية بلا صلة مع ويكي بيانات

مذكرات الموتي على IMDb
مذكرات الموتي على Rotten Tomatos
مذكرات الموتي على AllMovie
مذكرات الموتي على Metacritic